# Campo de' Fiori (film)
Pour la place romaine, voir Campo de' Fiori.
Pour plus de détails, voir Fiche technique et Distribution.
Campo de' Fiori est une comédie italienne réalisée par Mario Bonnard et sortie en 1943.
Le film, tourné début 1943 et sorti en salles en juin de la même année, fait partie de la trilogie comprenant Avanti c'è posto... et Le Diamant mystérieux (L'ultima carrozzella), dans laquelle Aldo Fabrizi incarne des personnages populaires tels qu'un conducteur de tramway, un cocher et, ici, un poissonnier.

## Synopsis
Sur le marché de campo de' Fiori à Rome, Peppino est un poissonnier quadragénaire très ami avec Elide, une marchande de fruits voisine. Elide, une roturière grivoise et bien en chair, est secrètement amoureuse de Peppino, qui ne lui prête aucune attention, occupé qu'il est à faire preuve d'obséquiosité avec ses clients de la haute société. Peppino s'intéresse particulièrement à Elsa, une élégante inconnue à qui il propose de ramener le meilleur poisson ; il finit même par lui cuisiner lui-même un beau mulet, suscitant l'intérêt d'Olga, une amie qui vit avec Elsa. Peppino, désormais amoureux d'Elsa, projette de l'épouser, malgré le fait qu'elle doive passer plusieurs mois enfermée en prison , et qu'elle a eu un fils, Carletto, d'un homme qui l'a abandonnée. Peppino décide de prendre l'enfant à sa charge et lorsque la libération d'Elsa est imminente, il lui prépare un petit appartement pour l'accueillir. Cependant, au plus beau moment, réapparaît le père de Carletto, qui est désormais en mesure de donner à sa femme et à son fils un nom et un avenir. Elsa, rayonnante, part avec lui. Peppino va alors se rendre compte que le monde d'Elsa n'est pas le sien et que son véritable amour est celui, spontané et authentique, d'Elide, qu'il finit par épouser.

## Fiche technique
- Titre original italien : Campo de' Fiori[1]
- Réalisateur : Mario Bonnard
- Scénario : Marino Girolami, Mario Bonnard, Aldo Fabrizi, Federico Fellini, Tullio Pinelli
- Photographie : Giuseppe La Torre
- Montage : Gino Talamo
- Musique : Giulio Bonnard (it)
- Décors : Giovanni Sarazani (it)
- Maquillage : Giuseppe Annunziata (it)
- Production : Giuseppe Amato
- Sociétés de production : Cines
- Pays de production : Royaume d'Italie
- Langue originale : italien
- Format : Noir et blanc - 1,37:1 - Son mono - 35 mm
- Durée : 95 minutes
- Genre : Comédie
- Dates de sortie :
  - Royaume d'Italie : 
    - 24 juin 1943 (Rome)
    - 8 octobre 1943 (Turin)
    - 29 octobre 1943 (Milan)

## Distribution
- Aldo Fabrizi : Peppino Corradini, le poissonnier
- Anna Magnani : Elide, la vendeuse de fruits
- Peppino De Filippo : Aurelio, le barbier
- Rina Franchetti : Rosa, la bonne d'Olga
- Caterina Boratto : Elsa Bianchini
- Cristiano Cristiani : petit Carletto
- Olga Solbelli : Olga, l'amie d'Elsa
- Guido Morisi Giorgio
- Ciro Berardi : sor Eugenio
- Pina Piovani : une roturière qui bavarde sur les marchés généraux
- Checco Rissone : Giovanni
- Gorella Gori : la nounou de Carletto dans les Abruzzes
- Guglielmo Barnabò : le gros monsieur dans le train
- Giulio Calì : le client au marché qui demande des anchois
- Olga Vittoria Gentilli : la joueuse de baccarat
- Enrico Luzi (en) : premier joueur de baccarat
- Alfredo Martinelli : deuxième joueur de baccarat
- Ernesto Bianchi : le croupier du baccarat
- Luana Lori : la servante vénitienne au marché
- Gioconda Stary : la bonne dans le nouvel appartement
- Olga Capri : sora Peppa, la concierge
- Lia Campomori : la religieuse de la prison
- Saro Urzì : un ami d'Elide et Olga

## Production
Bien que le film ait été tourné en juin 1943, alors que l'Italie était en pleine Seconde Guerre mondiale, la vie dans l'histoire racontée semble être en temps de paix. Il n'y est fait aucune référence à la situation politique particulière que le pays traversait à l'époque, à part dans les scènes où Aldo Fabrizi et Peppino de Filippo lavent leur bébé et se plaignent que l'alimentation en gaz s'arrête précisément à l'heure prévue et qu'en l'absence de savon et de talc, ils doivent utilisent du savon à raser et de la farine ; ou à part dans la scène où Fabrizi, préparant une soupe de poisson, mentionne de l'huile d'olive achetée au marché noir.
Le film n'a pas été tourné en studio mais dans des lieux réels et populaires, comme cela s'était déjà produit brièvement dans certains films tournés à Milan au début des années 1930 (Les Hommes, quels mufles !, Giallo, Temps maximum).
L'utilisation de décors naturels comme la piazza, la garçonnière de Fabrizi, le salon de coiffure de Peppino de Filippo, et le recours à des comédiens de l'avanspettacolo comme Anna Magnani, tout cela a été considéré par les critiques comme le signe d'une émergence précoce du réalisme cinématographique.
L'utilisation du romanesco, moins dialectal que les autres idiomes, commence alors à mettre en évidence au cinéma la régionalité linguistique qui deviendra par la suite une caractéristique des comédies à l'italienne.
La place mise en valeur dans le film est le Campo de' Fiori, lieu de rencontre nocturne au début du XXIe siècle, mais qui, à l'époque où le film a été réalisé, était un exemple vivant de l'esprit populaire romain. Les cris des vendeurs vantant leurs marchandises et les querelles avec les acheteurs mettant en doute leur fraîcheur fournit le fond sonore du film.

## Accueil critique
Le critique français Georges Sadoul définit Mario Bonnard comme l'auteur de dizaines de films commerciaux et insignifiants parmi lesquels seul Gastone (1960) avec Alberto Sordi est mentionné. Alfonso Canziani, en revanche, pense que c'est précisément pendant les années de guerre que Bonnard « a révélé une inspiration plus heureuse avec des œuvres à caractère populaire », et il mentionne Campo de' Fiori, ainsi qu'Avanti c'è posto..., sur le scénario duquel Cesare Zavattini avait également travaillé. Ces films mettent en scène un peuple d'avant la télévision avec des dialectes encore peu étudiés, comme l'abruzzais parlé par le grand-père de Carletto. Caterina Boratto, la femme fatale de ce film, se retrouvera dans de nombreux films d'après-guerre, dont Salò ou les 120 Journées de Sodome de Pier Paolo Pasolini.